# Crusader Kings II
Crusader Kings 2 (с англ. — «Короли-крестоносцы 2») — глобальная стратегия в реальном времени (с тактической паузой), разработанная и выпущенная шведской компанией Paradox Interactive.

## Разработка
19 августа 2010 года, спустя 6 лет после выхода первой части игры, разработчики по просьбе фанатов объявили на выставке GamesCom 2010 о начале разработки второй части. Выход Crusader Kings 2 состоялся 14 февраля 2012 года. Ведущим разработчиком игры являлся Хенрик Фореус (швед. Henrik Fåhraeus), известный на официальном форуме как Doomdark. Еженедельно публиковался дневник разработчиков, в которых последние оповещали сообщество о внесённых в игру изменениях.

## Игровой процесс
Как и первая часть, Crusader Kings 2 моделирует систему феодальных отношений в средневековой Европе и на Ближнем Востоке, включая личные взаимоотношения между тысячами персонажей, войны (в том числе крестовые походы и джихад), интриги, борьбу за влияние на папу римского. Сам процесс построен исключительно на игре за выбранную игроком династию, а не государство. В игре присутствует огромное множество исторических личностей, но также есть редактор персонажей, позволяющий создать своего персонажа. Временные рамки игры со всеми дополнениями — с 769 до 1453 года.

## Дополнения
На данный момент вышло пятнадцать официальных дополнений, один дополнительный сюжет, а также более десятка не влияющих на игровой процесс дополнений, добавляющих новые портреты, скины боевых юнитов и национальную музыку:
- Sword of Islam (Мечи Ислама) предоставляет возможность играть за мусульманские династии и было выпущено 26 июня 2012 года.
- Legacy of Rome (Наследие Рима) предоставляет возможность играть за Византийскую империю. Появились фракции, возможности воссоздать Римскую империю и преодолеть великую схизму. Дополнение было выпущено 16 октября 2012 года.
- Sunset Invasion (Закатное вторжение) добавляет в игру сценарий вымышленного вторжения ацтеков в Европу. Дополнение было выпущено 15 ноября 2012 года.
- The Republic (Республика) предоставляет возможность играть за торговые республики: Венецианская республика, пизанская республика, генуэзская республика, амальфитанское герцогство, Готланд и Ганзейский союз[3]. Дополнение было выпущено 15 января 2013 года.
- The Old Gods (Старые боги) предоставляет возможность играть за языческого или зороастрийского правителя. Дополнение было выпущено 28 мая 2013 года.
- Sons of Abraham (Сыны Авраама) предоставляет возможность играть за иудейских каганов Хазарии и создать Израиль, а также расширяет взаимодействие игрока с церковью и монашескими орденами. Дополнение было выпущено 18 ноября 2013 года.
- Rajas of India (Раджи Индии) добавляет индийские религии индуизм, буддизм и джайнизм, улучшена интеграция со Steam, добавлены официальные сервера для игры в многопользовательском режиме. Дополнение было выпущено 25 марта 2014 года.
- Charlemagne (Карл Великий) добавляет эпоху завоеваний Карла Великого, новую систему смены климата, переработано регентство. Дополнение было выпущено 14 октября 2014 года.
- Way of Life (Образ жизни) добавляет сферы деятельности персонажей и новые дипломатические опции. Дополнение было выпущено 16 декабря 2014 года.
- Horse Lords (Повелители лошадей) добавляет культуры кидани и уйгуры. Дополнение было выпущено 14 июля 2015 года.
- Conclave (Конклав) расширяет влияние вассалов, перерабатывает систему боевого духа в сражениях. Дополнение было выпущено 2 февраля 2016 года.
- The Reaper’s Due (Дань Жнецу) предоставляет возможность корректировки настроек в игре, таких как дата вторжения монголов, реформирование языческих религии, скорость культурной ассимиляции. Дополнение было выпущено 25 августа 2016 года.
- Monks and Mystics (Монахи и мистики) предоставляет возможность принять постриг в монашеский орден, присоединиться к тайным религиозным обществам[4]. Дополнение было выпущено 7 марта 2017 года.
- Jade Dragon (Нефритовый дракон) добавляет в игру средневековый Китай и его протекторат, а также религию даосизм, новые casus belli[5]. Дополнение было выпущено 16 ноября 2017 года.
- Holy Fury (Священная ярость) предоставляет возможность играть за язычников, реформировавших свои верования в тенгрианство, славянское, балтийское, финское или германо-скандинавское язычество[6]. Дополнение было выпущено в ноябре 2018 года.

## Модификации
- Глобальная модификация A Game of Thrones, основанная на серии романов американского писателя Джорджа Р. Р. Мартина «Песнь Льда и Огня», была выпущена в мае 2012 года[7][8][9].
- Глобальная модификация Elder Kings, основанная на серии компьютерных ролевых игр The Elder Scrolls, вышла 1 апреля 2013 года. В ней присутствуют все расы, их черты, различные заклинания, Тёмное братство, различные монстры, новые здания, новые члены совета, а также множество новых решений[10].
- Глобальная модификация Geheimnisnacht, основанная на вселенной Warhammer Fantasy. В ней присутствует большая часть мира (кроме Катая[англ.]), все расы, религии и большинство знаковых персонажей. Модификация начинается с восстания Влада фон Карштайна[англ.] против Империи[англ.] в 2100 IC.
- Глобальная модификация When the World Stopped Making Sense, действие которой происходит в тёмные века, добавляет христианство до раскола, наряду с другими религиями, такими как кельтский политеизм и кеметизм.
- Глобальная модификация The Winter King, основанная на «Хрониках полководцев» Бернарда Корнуэлла.

## Отзывы и критика
| Сводный рейтинг       | Сводный рейтинг |
| Агрегатор             | Оценка          |
| --------------------- | --------------- |
| GameRankings          | 81,37 %         |
| Metacritic            | 82/100          |
| Иноязычные издания    |                 |
| Издание               | Оценка          |
| GameSpot              | 8/10            |
| IGN                   | 8/10            |
| Русскоязычные издания |                 |
| Издание               | Оценка          |
| Absolute Games        | 95/100          |

Игра получила преимущественно положительные отзывы.
Сайт «Игромания.ру», подводя итоги 2012 года, охарактеризовал Crusader Kings II как «бездонный и дотошный симулятор дворянских дрязг в средневековой Европе, построенный на династиях и родословных, с ходу отпугивает обилием функций и механикой» и отметил, что «замысловатый интерфейс дивно сочетается с общей сложностью игры. Но если освоитесь, Crusader Kings 2 вас поразит и утянет в долгий игровой „запой“».
Автор сайта Артемий Козлов также отметил, что «те, кто сравнивает Crusader Kings 2 с The Sims, не особо ошибаются. Убрали симлиш, убрали кушать и испражняться, перенесли действие в средневековье, добавили карту и дворцовые интриги — вот, собственно, и все различия. Наверное, поэтому некоторым девочкам нянчить Галисию нравится не меньше, чем очередную идеальную семейку».
Летом 2018 года, благодаря уязвимости в защите Steam Web API, стало известно, что точное количество пользователей сервиса Steam, которые играли в игру хотя бы один раз, составляет 3 170 312 человек.